# Filip z Montfortu
Philippe de Montfort († 17. března 1270) byl francouzský šlechtic, v letech 1228–1270 pánem z La Ferté-Alais a Castres-en-Albigeois. V letech 1246–1270 se stal pánem v Týru a Toronu. Byl synem hraběte Guye z Montfortu a Helvisy z Ibelinu (dcery obránce Jeruzaléma z roku 1187 Baliana z Ibelinu).

## Život
Po smrti svého otce při obléhání Vareilles (za Albigenské křížové výpravy roku 1228) se Philippe ujal vlády v rodových panstvích ve Francii. Jeho první manželkou byla Eleonora z Courtenay (zemřela před rokem 1230), dcera Petra z Courtenay. Philippe podpořil svého strýce Jana z Ibelinu, barona z Bejrútu v boji proti zástupcům římsko-německého císaře Fridricha II. ve Svaté zemi a na Kypru.
V roce 1244 se stal konetáblem Jeruzaléma. V bitvě u La Forbie byl ale podřízen Gautieru V. z Brienne. Philippe byl jedním z několika mála křesťanských rytířů, kterým se podařilo z katastrofální bitvy uprchnout. V roce 1246 jej regent jeruzalémského trůnu, kyperský král Jindřich I. jmenoval pánem v Týru jako odměnu za jeho věrnou službu. Zatímco však okolnosti kolem udělení Týru byly poněkud pochybné, král Hugo I. si vyhradil právo na odkoupení práv k lénu zpět.
V době kolem roku 1240 se Philippe znovu oženil, a to s Marií Arménsko-Atniochijskou, dcerou Raimonda-Roupena z Antiochie, paní z Toronu a uchazečkou o arménský trůn.
Philippe z Montfortu se připojil k sedmé křížové výpravě francouzského krále Ludvíka IX. Po králově zajetí byl panovníkem pověřen, aby vedl vyjednávání o příměří z Damietty, kterou křižáci i po zničení králova vojska stále drželi.
| „                   | ...Tam se dostavil urozený pan Filip z Montfortu a sdělil králi, že viděl emíra, s nímž měl jednat o příměří, a že přeje-li si král, vrátí se k emírovi a uzavře s ním příměří za podmínek, které požadují Saracéni. Král ho poprosil, aby jen šel, a že rád svoluje. | “ |
| — Jean de Joinville | |   |

V roce 1256 Philippe nechal vyhnat z Týru Benátčany. Tato akce pomohla uspíšit válku sv. Sáby. Během tohoto konfliktu se Philippe v roce 1258 pokusil vysvobodit Janovany v Akkonu, ale byl odražen, což pomohlo rozhodnout konflikt ve prospěch Benátčanů.
Roku 1266 sultán Bajbars dobyl Toron. Navzdory Montfortově vysokému věku se Bajbars obával nejen jeho energického vojenského umu, ale i kontaktů v Evropě, díky nimž mohl přivolat proti Bajbarsovi pomoc ze západu. Sultán se proto obrátil na asasíny, aby Philippa zavraždili. Vrah se vydával za domorodého Saracéna, který si přeje konvertovat ke křesťanství, a pobodal modlícího se Philippa v kapli. Pak se vrhl i na jeho syna Jana. Smrtelně zraněný Philippe volal o pomoc. Stráže okamžitě přiběhli do kaple a vraha chytili. Jan byl vážně poraněný, ale Philippe padl k zemi mrtev.